# Tres Esquinas (Cunday)
Tres Esquinas es un corregimiento colombiano adscrito al municipio de Cunday, en el departamento del Tolima, ubicado en la vertiente oriental de la Cordillera Central de los Andes.

## Geografía
Se encuentra a 15 km al sureste del casco urbano de Cunday, a 127 km (~3 h 13 min) de la ciudad de Ibagué. Está rodeado de colinas, bosques y quebradas. La altitud es de 1 164 m, y el clima presenta una temperatura media mensual entre 16 °C y 20 °C con alrededor de 21 días de lluvia al mes.

## División administrativa
Pertenece al municipio de Cunday, que cuenta con cinco corregimientos y 56 veredas. El corregimiento de Tres Esquinas incluye el centro poblado del mismo nombre (con personería jurídica desde 1964) y abarca 10 veredas: Chicalá, Bajas, Alto Torres, Torres, La Unión, La Profunda, Gaverales, La Vega del Cuinde, Montenegro y Tres Esquinas.

## Demografía
Según Mapcarta, su población es de aproximadamente 1 180 habitantes. El municipio de Cunday tiene una ligera tendencia decreciente por migración a zonas urbanas.

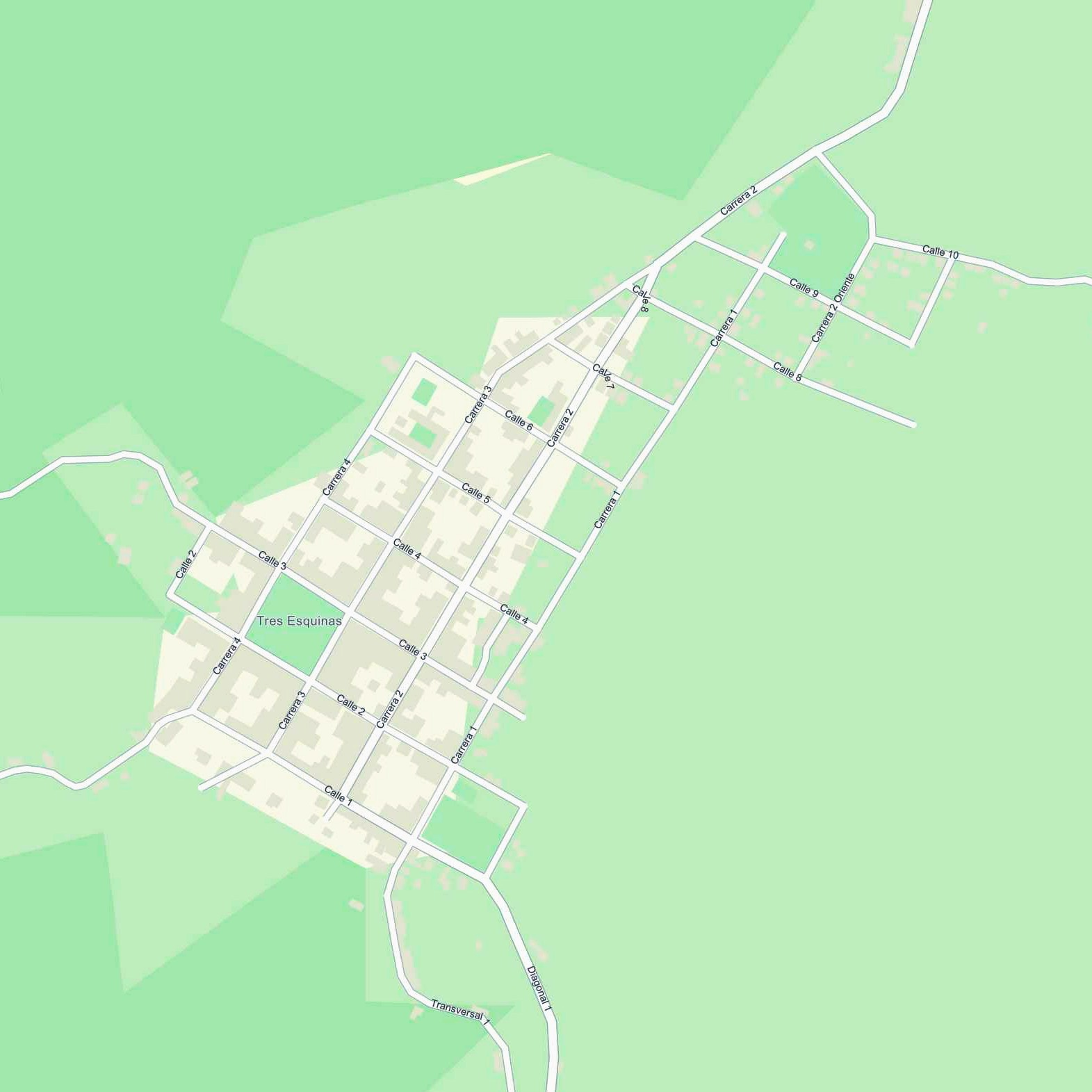
Corregimiento de Tres Esquinas: Plano Urbano y Vías Principales.

## Historia
No se dispone de una fundación específica para Tres Esquinas, pero su centro poblado obtuvo personería jurídica el 19 de diciembre de 1964. El corregimiento formó parte del desarrollo rural de Cunday, municipio fundado en 1794 y creado en 1887.  
En registros de prensa, la zona ha sido mencionada por su participación en eventos culturales y vínculos comunitarios.

## Economía
La base económica es la agricultura (café, plátano, yuca, maíz, cacao y frutales como guayaba y maracuyá) y ganadería (bovinos y porcinos). Se practica también agricultura de subsistencia.

## Infraestructura y transporte
Las vías internas suman 6,6 km, de los cuales el 67,2 % están afirmadas con apoyo comunitario; el resto son caminos de tierra que se dificultan en invierno. El acceso al casco urbano de Cunday se hace por vías terciarias, transitables en moto, camperos y ocasionalmente chivas.

## Clima
El clima es tropical de montaña con temperaturas entre 14 °C y 28 °C. La temperatura promedio anual local es de 16–20 °C, con 21 días de lluvia al mes en promedio.

## Cultura y sociedad
Las celebraciones más importantes incluyen las fiestas patronales en honor a la Virgen del Carmen y las Ferias y Fiestas Reales en Cunday (noviembre), que reúnen eventos agropecuarios, culturales y religiosos.  
En Tres Esquinas hay al menos una escuela rural (IE San Agustín) que realiza actividades pedagógicas comunitarias.

## Turismo
Es un destino para turismo rural y ecológico. Las actividades incluyen:
- Senderismo, rutas para mountain bike y moto trail por caminos rurales y miradores[8].
- Observación de aves, paseos a caballo y visitas a ríos y quebradas[9].